# Diastylis sulcata
Diastylis sulcata är en kräftdjursart som beskrevs av William Thomas Calman 1912. Diastylis sulcata ingår i släktet Diastylis och familjen Diastylidae. Inga underarter finns listade i Catalogue of Life.